# Vitaliy Suyunov
Vitaliy Suyunov, uzb. cyr. Виталий Суюнов, ros. Виталий Баймуратович Суюнов, Witalij Bajmuratowicz Sujunow (ur. 22 maja 1937, zm. 23 kwietnia 2016) – uzbecki piłkarz, grający na pozycji obrońcy, trener piłkarski.

## Kariera piłkarska
W 1958 rozpoczął karierę piłkarską w klubie Trudovye Rezervy Taszkent. W 1960 przeszedł do Paxtakoru Taszkent, w którym zakończył karierę piłkarza w roku 1968.

## Kariera trenerska
Po zakończeniu kariery piłkarza rozpoczął pracę szkoleniowca. W 1969 trenował Pachtaaral Syrdaryjski obw., a w 1970 Oq Oltin Moskowskij. Potem prowadził wiele uzbeckich klubów. W 1994 został zaproszony do sztabu szkoleniowego Paxtakoru Taszkent, gdzie najpierw pomagał trenować piłkarzy, a po odejściu głównego trenera w końcu sezonu stał na czele klubu. Potem pomagał trenować młodzieżową i narodową reprezentację Uzbekistanu.

## Sukcesy i odznaczenia

### Sukcesy piłkarskie
Paxtakor Taszkent
- brązowy medalista 2 grupy Klasy A ZSRR: 1964